# Dáhija-doktrína
A Dáhija-doktrína Izrael hadserege nem hivatalos, ám a gyakorlatban 1948-as megalapítása óta alkalmazott katonai doktrínájának közkeletű nem hivatalos neve, amelyet a 2006-os libanoni háború során az izraeli légierő által szétbombázott, a Hezbollah egyik fontos politikai bázisának számító  al-Dáhija település után kapott. Egy 2008 októberi interjúban az izraeli északi parancsnokság vezetője, Gadi Eisenkot kijelentette, hogy "ami Bejrút Dáhija negyedében 2006-ban történt, az fog történni minden faluban, ahonnan Izraelre lőnek. Aránytalan erőt fogunk alkalmazni ellene, és nagy kárt és pusztítást okozunk ott[...] Nézőpontunk szerint ezek nem civil falvak, ezek katonai támaszpontok". Ebből az interjúból került át a Dáhija-doktrína elnevezés a közbeszédbe.
A doktrína fontosabb elemei:

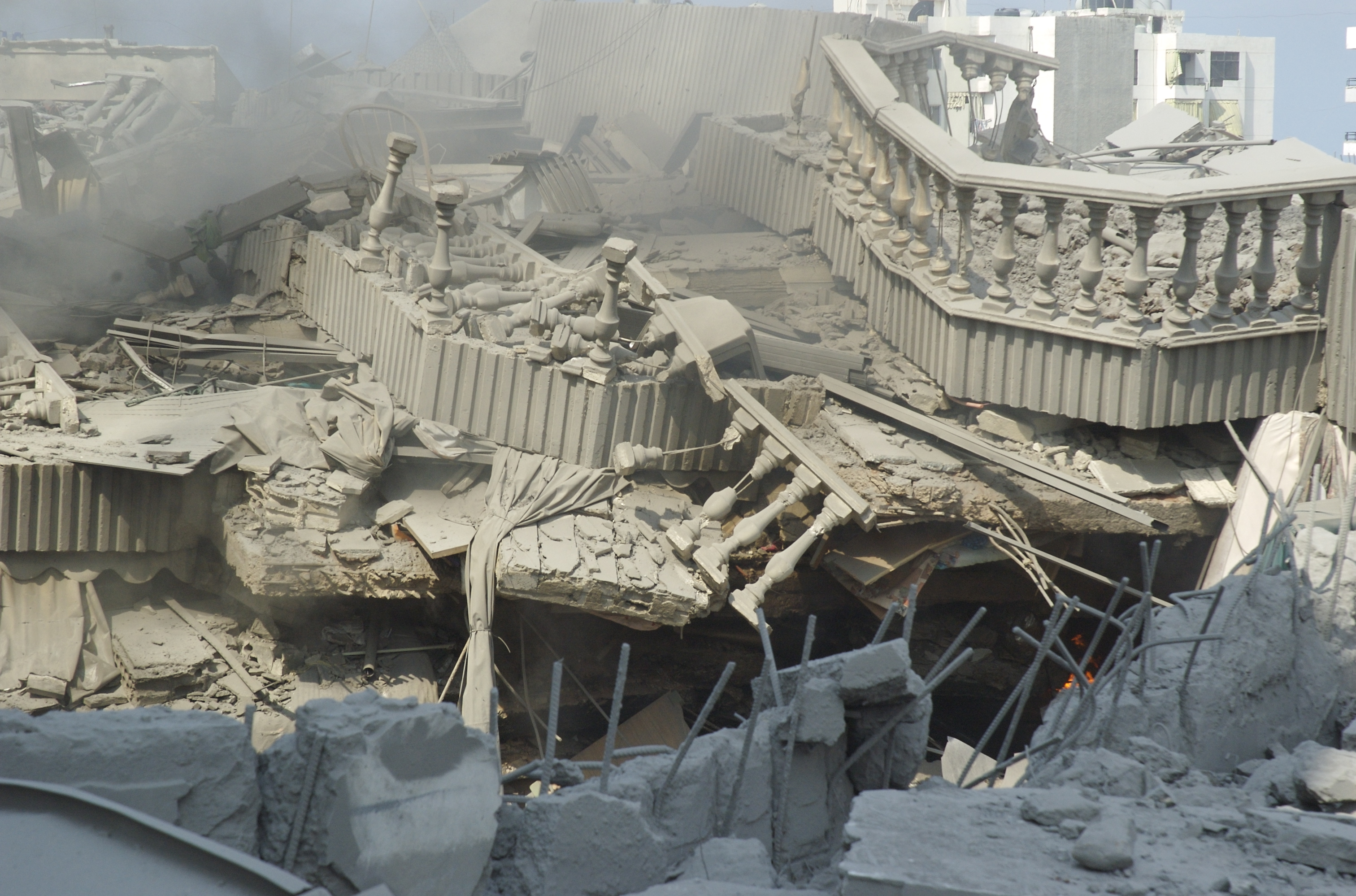
Izraeli bombatámadásban elpusztult bejrúti lakóház romjai, 2006.

- Fegyveres erőszakkal való fenyegetés
- Preventív és preemptív támadás
- Villámháború, a konfliktus gyors fegyveres eldöntése
- Elsöprő katonai erő alkalmazása
- Aránytalan erő használata, elrettentés és megfélemlítés a lehető legnagyobb katonai veszteségek és társadalmi károk okozásával
- Területfoglalás a területi expanzió és az elrettentés részeként

A doktrína majd minden eleme sérti az Egyesült Nemzetek Alapokmányában foglaltakat és a nemzetközi jogot.

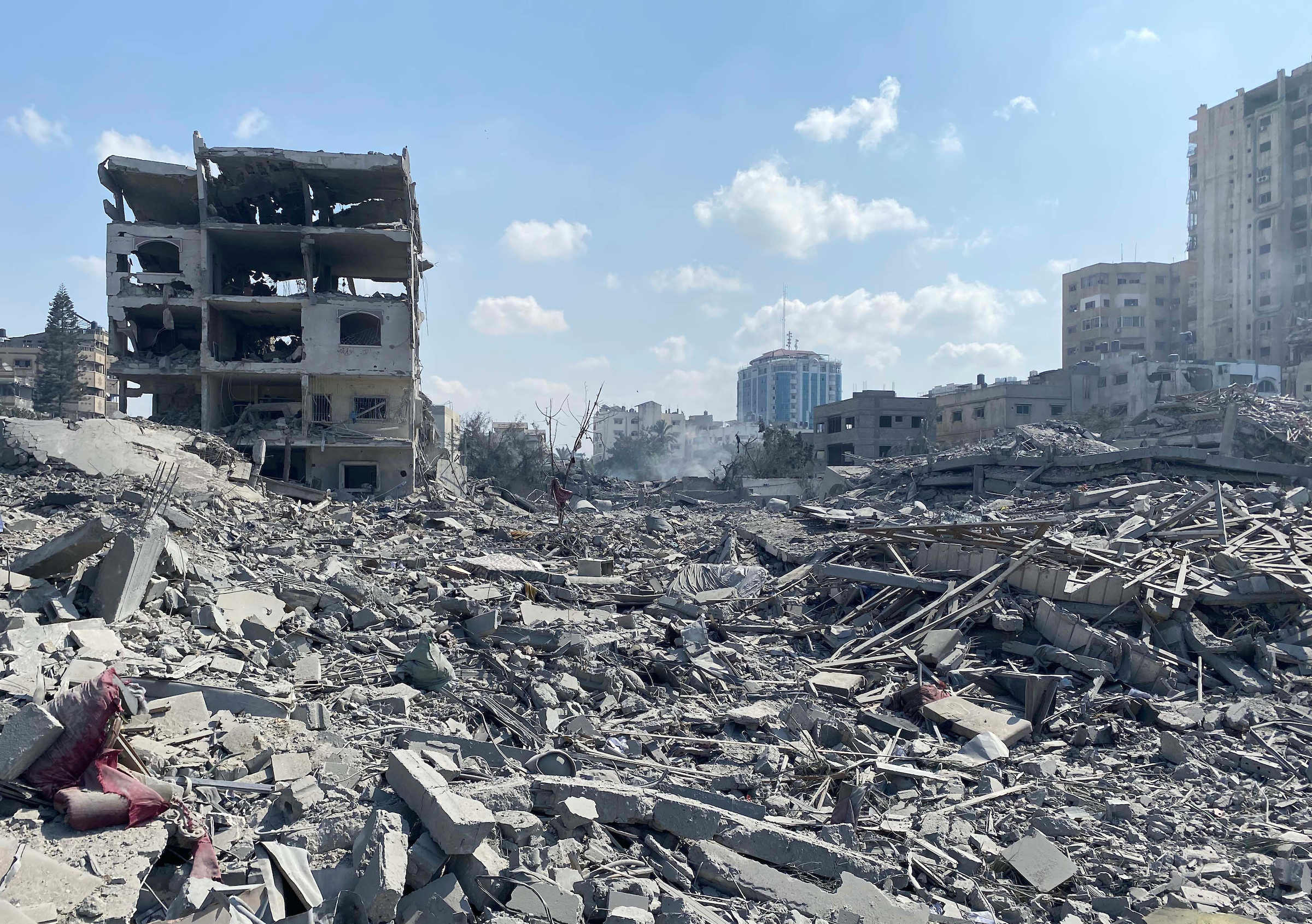
Izraeli bombatámadásban elpusztult lakónegyed romjai, Gázaváros, 2023.

A Dáhija-doktrína aránytalan erő alkalmazására és az ellenség által felhasználható polgári infrastruktúra megsemmisítésére szólít fel. A világ egyetlen más hadserege sem fogalmazta meg még nyíltan az „állami terrorizmus” doktrínáját, bár néhányan a gyakorlatban alkalmazták – mint az USA Irakban vagy Oroszország Csecsenföldön.